# Åsatrufellesskapet Bifrost
Åsatrufellesskapet Bifrost är en norsk paraplyorganisation för modern asatro, som sedan 1996 är ett registrerat trossamfund, med vigselrätt och rätt att motta kommunala och statliga bidrag för sin verksamhet.
Samfundet utger medlemsbladet Bifrost Tidende. Bifrost högsta beslutande organ är tingmötet, där alla medlemmar över 15 år har rösträtt.
Till Bifrost är följande fem lokala blotlag anslutna: Lifthrasir (i Tønsberg), Verdande (Oslo), Irminsul (Trondheim), Hugauge (Bergen) och Draupnir.
Alkohol är en viktig del av blotlagens verksamhet, med blotsfester, mjöddrickning och pubkvällar.